# Cubanomysis mysteriosa
Cubanomysis mysteriosa is een aasgarnalensoort uit de familie van de Mysidae. De wetenschappelijke naam van de soort is voor het eerst geldig gepubliceerd in 1982 door Gleye.